# Vagn Eigil Holst
Vagn Eigil Holst, med dæknavnet Anders (6. januar 1919 – 5. december 1944) var en dansk modstandsmand, som var medlem af modstandsgruppen BOPA.
Den 5. december 1944 udførte han, sammen med andre medlemmer af modstandsgruppen BOPA, en sabotageaktion mod et tysk våbendepot på Klokkemagervej. Holst kom i ildkamp med tyske soldater, der skød og dræbte den 26-årige Vagn Eigild Holst.
I 1945 blev han begravet på Helgenæs Kirkegård.